# スケイルアーマー

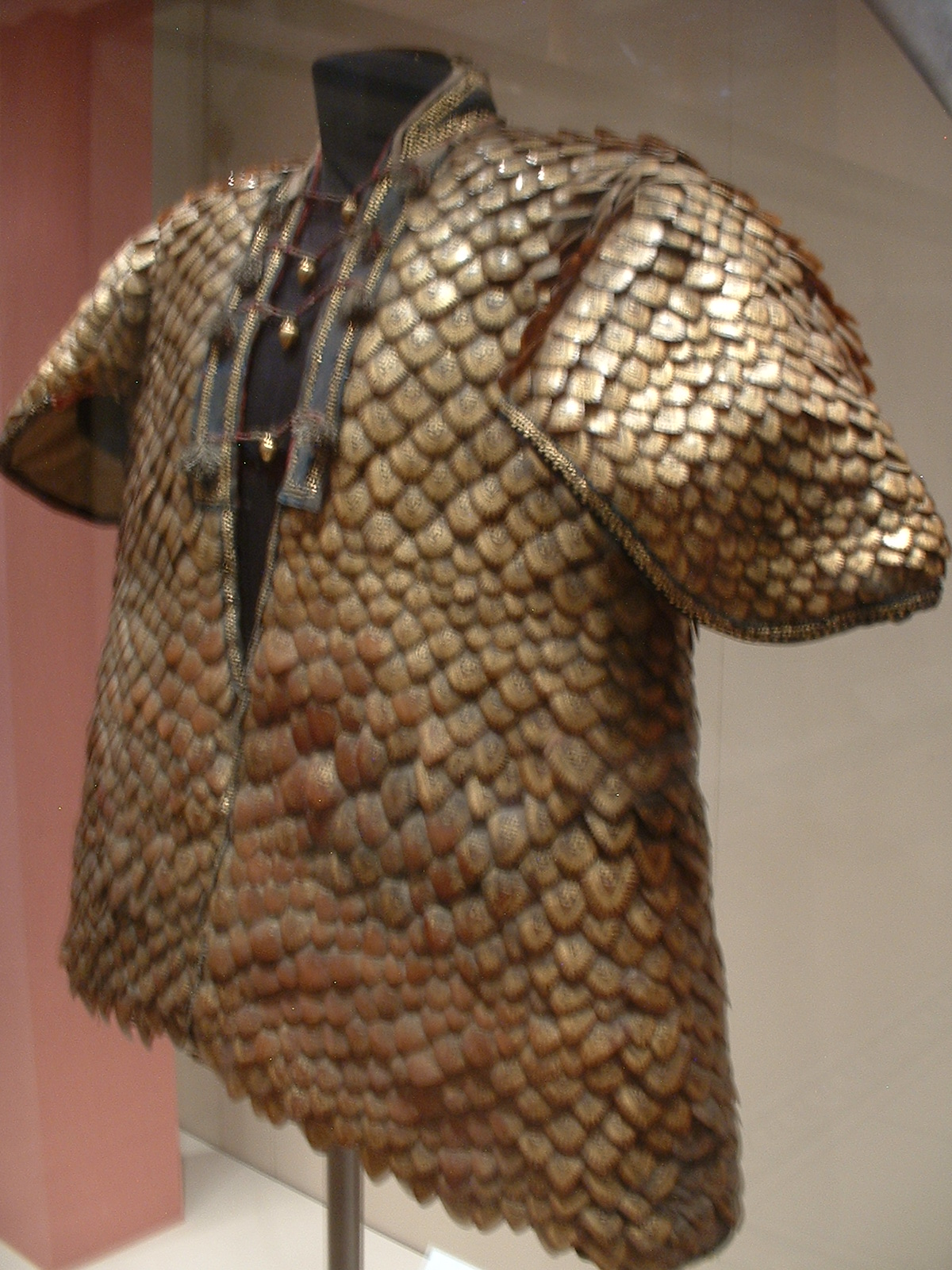
大きいパーツを使って組み立てられた19世紀初期のインドのスケイルアーマー

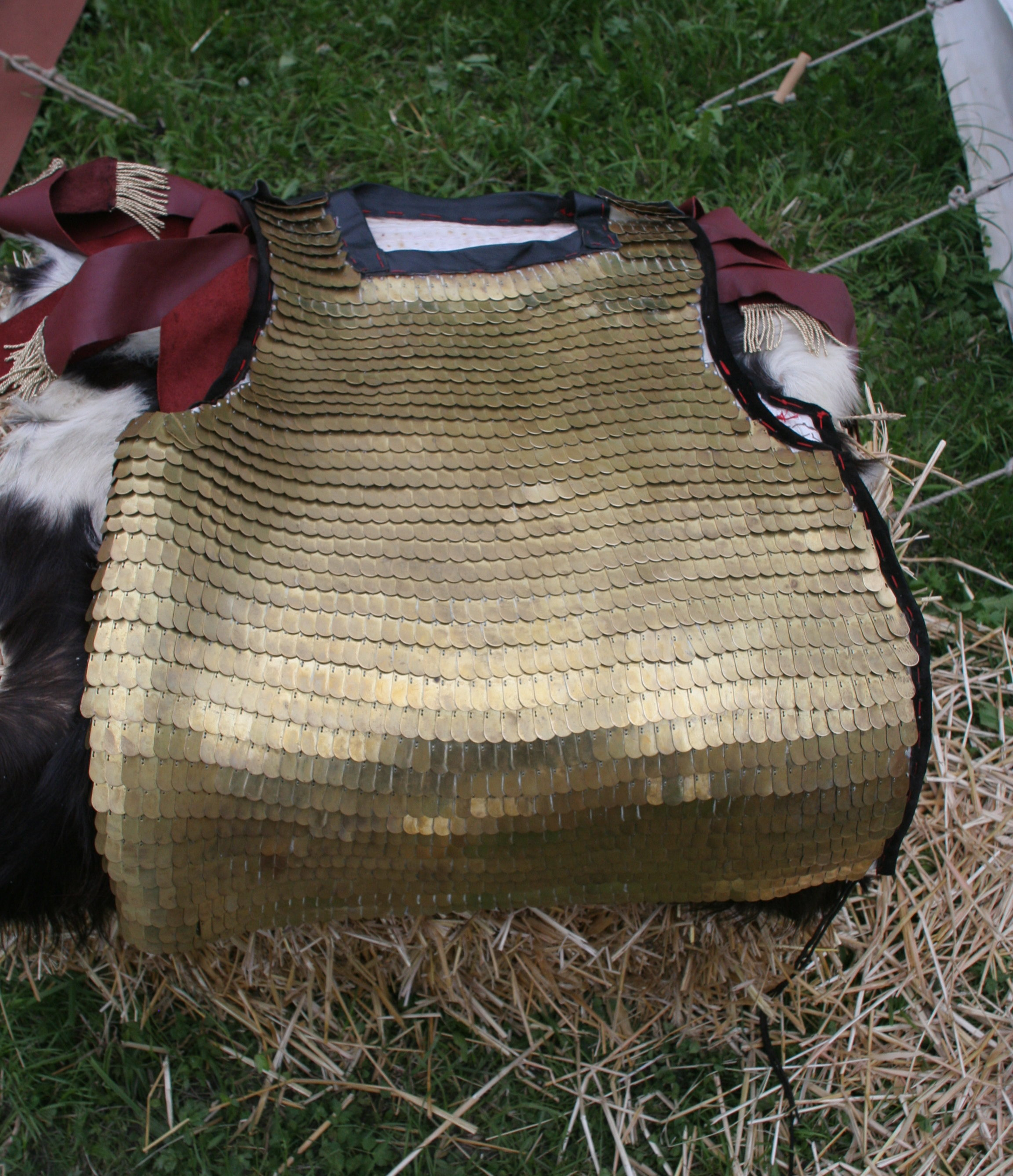
小さいパーツを使って組み立てられたスケイルアーマー

スケイルアーマー (Scale armor) は、装甲となる小片を布地に縫い付けて作られる鎧の一種である。

## 概要
スケイルアーマーは、金属や革などの小片を丈夫な布や革の下地に紐やリベットで鱗状に貼り付けたものである。この場合、同じくらいの小片を大量に作って取り付けることで完成するため、帝政期のローマ軍団兵が使用したロリカ・セグメンタタや中世後期のプレートアーマーなど板金そのものを立体的に成形するよりは低い技術力で作製可能だが、それでもチェインメイルよりは高度な加工技術と手間を要求されたため、ローマ帝国では普及することはなかったが隣接するスキタイ人やパルティアでは利用されていた。西部ヨーロッパでは、チェインメイルが普及する10世紀ごろまで皮革製のものが利用されていた。青銅や鉄で作られたものは、紀元前の時代からイラン・イラクや中国、北アジアの遊牧民などで利用が見られるが、中国やイランでは早い時期に小札鎧へ移行したため、あまり見られない。
スケイルとは日本語で鱗のことで、直訳すれば「鱗の鎧」だが、前述の通り鱗状に金属片などを繋げたものであり、動物の鱗などを使用して鎧を作っているわけではない。スケイルアーマーは、小片同士が重なり合った構造のため、服の柔軟さをもつ。このため、複雑な工夫がなくとも動きを妨げず、胸から胴にかけてを覆う鎧が多く作られた。
鎧としての機能は、鋭利な刃による攻撃には高い防御効果を持ち、尖った切っ先や鏃による刺突にもある程度の防御効果を期待できたが、鈍器などによる打撃を吸収する効果はあまり大きくなかった。

## ファンタジー作品におけるスケイルアーマー
ファンタジー作品では、ドラゴンの鱗などを用いたスケイルアーマーなども登場することがある。こちらはドラゴンが架空の生物であるゆえに完全に架空の鎧であり、本来の意味でのスケイルアーマーとは別物ではあるが、ドラゴンの鱗が鉄をしのぐ強度があるとか、耐火性に優れるという理由付けから、しばしば魔法の鎧と並んで高い防御力を備えるものとして描写される。
日本にも大蛇の鱗は刀や矢を通さないので鎧の裏に縫い付けると良いという伝承がある。
通常の金属製のスケイルアーマーは、レザーアーマー（革鎧）より防御力が高いが、鎖帷子と同等かそれよりも弱く、重くて動きにくく、音がうるさくて使いにくい鎧として描かれている（『アドバンスト・ダンジョンズ&ドラゴンズ』など）。